# Kincses Viktor
Kincses Viktor (Alsómocsolád, 1951. február 20. –), vagy Koller Viktor magyar labdarúgó, hátvéd.
„A Kincses nevet mi csak átmenetileg vettük fel, amint lehetett, visszatértünk a családi hagyományokhoz, a szüleinknek tartoztunk ennyivel” - nyilatkozta korábban a furcsa nevükről.

## Pályafutása
1970 és 1985 között a Pécsi MSC labdarúgója volt. 1970. május 20-án mutatkozott be az élvonalban a Dunaújváros ellen, ahol csapata 4–0-s győzelmet aratott. Az élvonalban 300 bajnoki mérkőzésen egy gólt szerzett. Tagja volt az 1978-ban Magyar Népköztársasági Kupa-döntős csapatnak. A csapat legendája, az aki még jobb csapatba sem szerződött át a város szeretete miatt.

## Sikerei, díjai
- Magyar Népköztársasági Kupa (MNK)
  - döntős: 1978
  - Pro civitate díj: 2017